# Complejo Karen Demirchian
El Complejo Deportivo y de Conciertos Karen Demirchian (en armenio: Կարեն Դեմիրճյանի անվան Մարզահամերգային Համալիր), también conocido como Demirchian Arena o simplemente Hamalir (del armenio, «Complejo»), es un estadio cubierto situado en Ereván, Armenia. Fue inaugurado en 1983 y alberga conciertos, competiciones deportivas y grandes acontecimientos.

## Características
El complejo está situado en la colina de Tsitsernakaberd, cerca del río Hrazdan al oeste de Ereván, y a escasos metros del monumento dedicado a las víctimas del genocidio armenio.
La estructura evoca la forma de un pájaro que despliega sus alas. Diseñado como un recinto cubierto polivalente, está compuesto por un gran pabellón con un aforo mínimo de 6000 localidades, una sala de conciertos (1900 localidades) y un pabellón deportivo (2000 localidades). El recinto más grande dispone de una tribuna giratoria, conectada a los pabellones de menor tamaño, que permite ampliar el aforo máximo hasta los 8000 espectadores. El actual gestor del estadio es el gobierno de Armenia.

## Historia

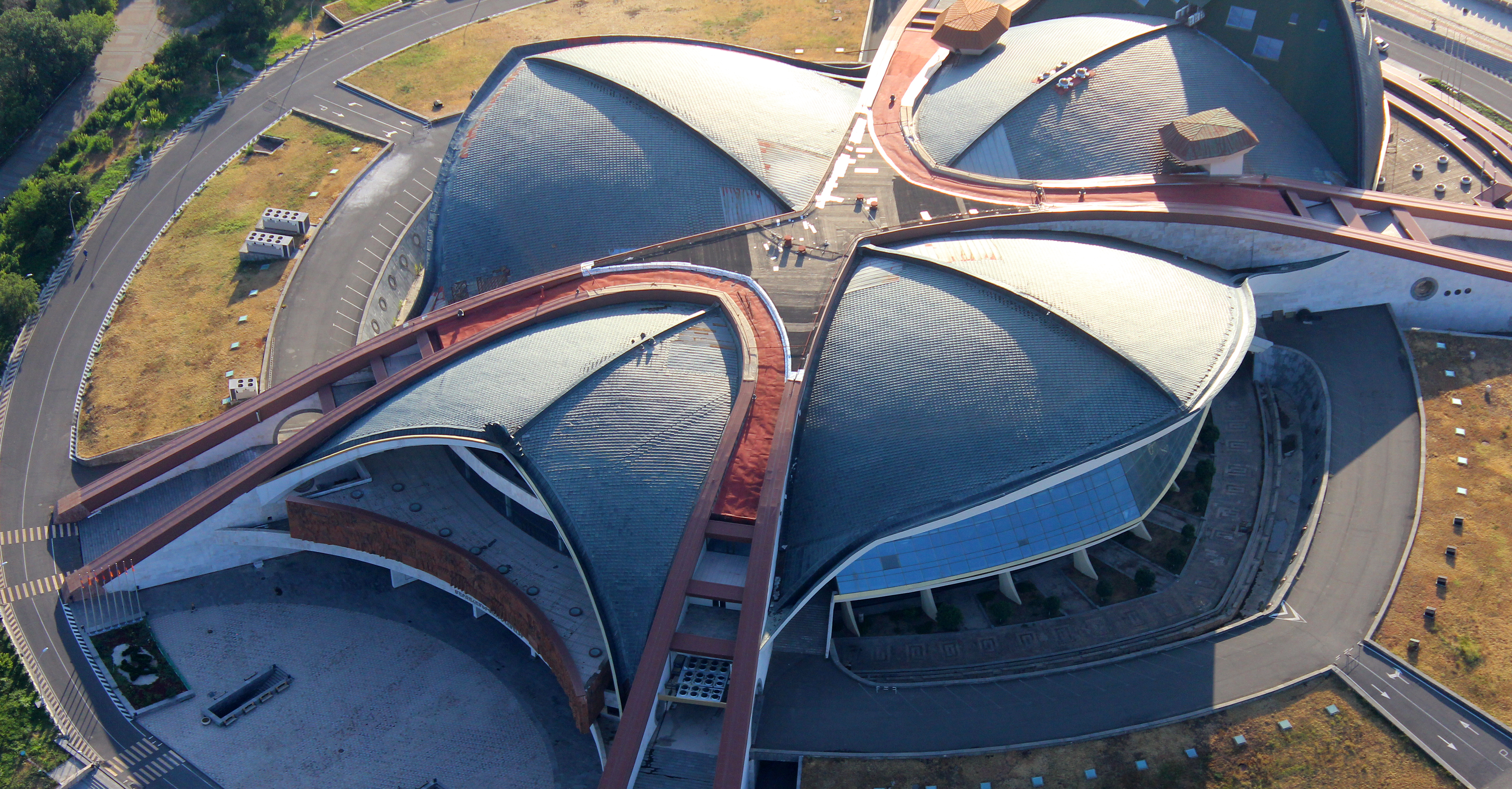
Vista aérea del Complejo Deportivo.

La instalación fue inaugurada el 31 de octubre de 1983, en tiempos de la República Socialista Soviética de Armenia, con el propósito de albergar eventos masivos en Ereván. En 1985 sufrió un grave incendio que obligó a mantenerla cerrada durante dos años, hasta que a finales de 1987 pudo reabrir sus puertas. Todo el proceso corrió a cargo de arquitectos armenios.
Después de la independencia de Armenia, el recinto quedó durante un tiempo en manos del estado. Después del asesinato en 1999 de Karen Demirchián, líder de la RSS de Armenia durante la inauguración, fue renombrado «Complejo Karen Demirchian». Entre los acontecimientos más importantes que ha albergado destacan conciertos de grupos internacionales, la Olimpiada de Ajedrez de 1996, el Festival de Eurovisión Junior de 2011 y el Festival de Eurovisión Junior de 2022. 
El gobierno armenio privatizó la gestión en 2005 a un grupo ruso, BAMO Holding, por 5,7 millones de dólares. Los nuevos propietarios llevaron a cabo una profunda restauración, con un coste total de 42 millones de dólares, que duró tres años y mantuvo el uso polivalente de la instalación. La apertura del renovado complejo tuvo lugar el 31 de octubre de 2008. El grupo ruso se mantuvo al frente hasta que en 2014 terminó perdiendo el control por el impago de deudas, y el gobierno cedió temporalmente la instalación al ministerio de Defensa.
En 2015, el estado llegó a un acuerdo con el grupo nacional NTAA Investment, en esta ocasión por 30 millones de dólares. El proyecto contemplaba la transformación del espacio en un complejo familiar con hoteles, salas de conciertos, recintos feriales, tiendas y restaurantes. Sin embargo, el plan no salió adelante por insolvencia y la propiedad quedó de nuevo en manos públicas.